# Anton Rührich
Anton Rührich (* 17. April 1903 in Leopold, Ortsteil von Hermannseifen, Böhmen, Österreich-Ungarn; † 16. Juni 1945 in Peklo/Hölle bei Neustadt an der Mettau,  Tschechoslowakei) war ein sudetendeutscher römisch-katholischer Geistlicher und Märtyrer.

## Leben
Anton Rührich wuchs im Riesengebirge auf. Er besuchte das Realgymnasium in Arnau, machte 1923 Abitur, studierte Theologie in Königgrätz und wurde 1928 zum Priester geweiht. (Auch sein jüngerer Bruder Philipp, 1911–1971, wurde Priester.) Nach Wirken in Pecka, Oberprausnitz und Großaupa wurde er im Oktober 1934 Pfarrer in Gießhübel. Dort hatte er den Nachbarpfarrer Franz Wihan zum Freund. Am 5. Juni 1945 wurde er im Pfarrhaus von tschechoslowakischen Soldaten unter Vorwänden festgenommen, zusammen mit anderen nach Neustadt an der Mettau getrieben, am 14. Juni nach Hölle in das Mettautal gebracht und dort am Abend des 16. Juni erschossen. Im Februar 1946 wurde die im Wald verscharrte Leiche in Slawoniow von tschechischen Priestern heimlich beigesetzt.

## Gedenken
Die Römisch-katholische Kirche in Deutschland nahm Anton Rührich als Märtyrer in das deutsche Martyrologium des 20. Jahrhunderts auf.